# Miriam Vale
Miriam Vale is een plaats in de Australische deelstaat Queensland en telt 381 inwoners (2006).